# Пуэрто-Вильчес
Пуэрто-Вильчес (исп. Puerto Wilches) — город и муниципалитет в северо-восточной части Колумбии, на территории департамента Сантандер. Входит в состав провинции Яригьес.

## История
Поселение, из которого позднее вырос город, было основано в 1872 году. Муниципалитет Пуэрто-Вильчес был выделен в отдельную административную единицу в 1908 году.

## Географическое положение

Муниципалитет Пуэрто-Вильчес

Город расположен в северо-западной части департамента, на правом берегу реки Магдалены, на расстоянии приблизительно 85 километров к северо-западу от города Букараманги, административного центра департамента. Абсолютная высота — 67 метров над уровнем моря.
Муниципалитет Пуэрто-Вильчес граничит на юге с территорией муниципалитета Барранкабермеха, на востоке — с муниципалитетами Сабана-де-Торрес и Рионегро, на северо-востоке — с территорией департамента Сесар, на западе — с территорией департамента Боливар, на юго-западе — с территорией департамента Антьокия. Площадь муниципалитета составляет 1539,16 км².

## Население
По данным Национального административного департамента статистики Колумбии, совокупная численность населения города и муниципалитета в 2015 году составляла 31 511 человека.
Динамика численности населения муниципалитета по годам:
| 2005   | 2006   | 2007   | 2008   | 2009   | 2010   | 2011   | 2012   | 2013   | 2014   | 2015   |
| ------ | ------ | ------ | ------ | ------ | ------ | ------ | ------ | ------ | ------ | ------ |
| 31 503 | 31 511 | 31 506 | 31 498 | 31 502 | 31 498 | 31 492 | 31 503 | 31 507 | 31 514 | 31 511 |

Согласно данным переписи 2005 года мужчины составляли 51,9 % от населения Пуэрто-Вильчеса, женщины — соответственно 48,1 %. В расовом отношении белые и метисы составляли 98,9 % от населения города; негры, мулаты и райсальцы — 1,1 %.
Уровень грамотности среди всего населения составлял 84,5 %.

## Экономика
Основу экономики Пуэрто-Вильчеса составляет сельское хозяйство.
53,2 % от общего числа городских и муниципальных предприятий составляют предприятия торговой сферы, 37,6 % — предприятия сферы обслуживания, 7,2 % — промышленные предприятия, 2 % — предприятия иных отраслей экономики.